# Riso al forno
Il riso al forno (risu a ru furnu) è un piatto tipico della Basilicata.

## Ingredienti[1]
- Riso
- Carne di vitello tritata
- Uova
- Provola fresca
- Salsiccia lucana
- Fegatini di pollo
- Mollica di pane raffermo
- Pecorino grattugiato
- Prezzemolo
- Aglio
- Olio d'oliva
- Sugo di carne
- Pepe nero
- Sale

## Preparazione
Cuocete il riso molto al dente in abbondante acqua salata, scolatelo e disponetene metà in una tortiera sul fondo della quale avrete distribuito qualche cucchiaio di sugo. Condite con altro sugo e farcite con polpettine di carne (ottenute amalgamando e friggendo la carne di vitello con l'uovo, la mollica di pane, poco pecorino, il prezzemolo e l'aglio tritati, il pepe nero e il sale), il salame e il formaggio ridotti a fettine sottili, i fegatini fritti e tritati grossolanamente, le uova sode tagliate a fettine. Spolverate di formaggio e pepe nero e coprite con l'altra metà del riso. Condite la superficie con altro sugo e passate in forno già caldo per il tempo necessario.